# Episodi de Il commissario Lanz (seconda stagione)
La seconda stagione della serie televisiva Il commissario Lanz è stata trasmessa in prima visione in Svizzera su SRF 1 dal 2 al 23 aprile 2013  e in Germania su ZDF. 
In Italia, la serie è stata trasmessa su Rai 2 dal 3 al 24 agosto luglio 2014.
| n° | Titolo originale | Titolo italiano   | Prima TV Svizzera | Prima TV Italia |
| -- | ---------------- | ----------------- | ----------------- | --------------- |
| 1  | Wahrheiten       | Fratelli          | 2 aprile 2013     | 3 agosto 2014   |
| 2  | Familienbande    | Tutto in famiglia | 9 aprile 2013     | 10 agosto 2014  |
| 3  | Sperrbezirk      | Zona vietata      | 16 aprile 2013    | 17 agosto 2014  |
| 4  | Der Fall Seitz   | Il caso Seitz     | 23 aprile 2013    | 24 agosto 2014  |

## Fratelli
- Titolo originale: Wahrheiten
- Diretto da:
- Scritto da:

## Tutto in famiglia
- Titolo originale: Familienbande
- Diretto da:
- Scritto da:

## Zona vietata
- Titolo originale: Sperrbezirk
- Diretto da:
- Scritto da:

## Il caso Seitz
- Titolo originale: Der Fall Seitz
- Diretto da:
- Scritto da: